# 대진 (청나라)

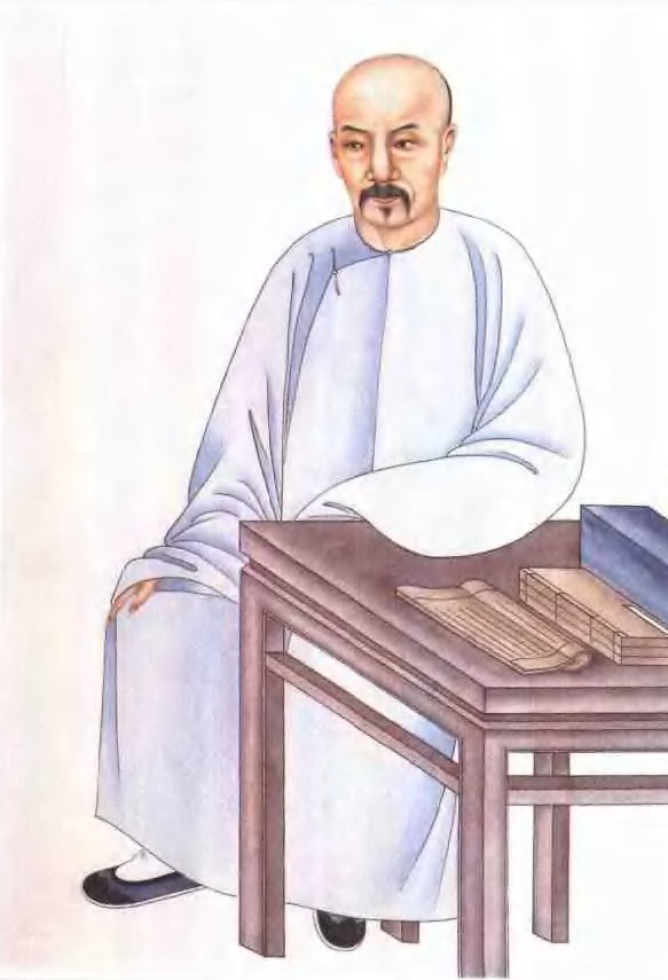
대진

대진(戴震, 1724년~1777년)은 중국 청나라 중기의 학자이다. 안휘성(安徽省) 휴령(休寧, 현재의 안후이성 황산시) 출신이며, 자는 신수(愼修), 호는 동원(東原)으로, 흔히 대동원으로 불린다. 음운·훈고·지리·천문·산수·제도 등 여러 분야에 걸쳐 통달한 고증학자로 이름이 높다.

## 생애
소년 시대 빈한한 생활 속에서 주위의 부유한 사람들로부터 책을 빌어 고전의 지식을 넓혔다. 20세 때 강영(江永)에 사사하여 수학(數學)·음운학(音韻學)·예학(禮學)을 배우고, 얼마 후 최초의 작품인 〈책산〉(策算)을, 그리고 이어서 예(禮) 중에서도 가장 난해한 〈고공기〉(考工記)를 도해 주석하여 〈고공기도〉(考工記圖)를 만듦으로써 후년에 명성을 높였다.
30세 초반 북경으로 이사하고 전대흔(錢大昕)과 지면(知面), 그의 추천으로 진혜전(秦惠田)의 《오례통고》(五禮通考)의 편찬에 참여하였다. 그러다가 기균, 주균(朱筠), 왕명성(王鳴盛), 노문초 등의 소장 유위의 학자들과 교유하여 그들의 지우를 얻었다. 그 후 양회염운사 노견증(盧見曾)의 초빙으로 수년간을 양주(揚州)에서 보냈으며, 이동안 한학(漢學)의 대가 혜동(惠棟) 등과 알게 되었다. 40세에 거인(擧人)이 되고 그 후 〈직례하거수리서〉(直隷河渠水利書), 〈분주부지〉(汾州符志), 〈분양현지〉(汾陽縣志)의 편찬과 《수경주》(水經註)의 교정 등에 종사하였고, 50세에 《4고전서》(四庫全書) 찬수관(纂修官) 및 한림원 서길사에 임명되어 경서부(經書部)를 담당하였다. 이듬해 《수경주》의 교정을 완료하고 계속하여 수년간 사고관(四庫館)에 재직 중 죽었다.

## 학문적 업적
그는 고증학의 대가임과 동시에 우수한 이론가였다. 그의 학문에 대한 태도는 오로지 실증에 의하여 진리를 구하는 것을 주로 하였다. 문자, 음운, 훈고의 연구로부터 출발하여 경서를 해명하고, 거기에서 옛 성현의 도를 찾는 고증학적인 경학방법론(經學方法論)을 주창하여, 고증학의 체계적인 기초이론을 수립하였다.
또한 주자의 이(理)를 중히 하는 이기철학(理氣哲學)에 반대하여 기(氣)의 철학을 주장하고 《맹자자의소증》(孟子字義疏證)을 저작하여 객관적·실증적 방법론에 입각한 기의 철학의 이론 체계를 세웠다. 이 외에 주요 저서로는 <굴원부주> <성류표> 등이 있다.
그의 학문 분야는 극히 광범위하여 전기한 바 외에 많은 저서가 있으며, 그 문하에서 단옥재(段玉裁)·왕념손(王念孫)·왕인지(王引之) 등의 우수한 고증학자가 나왔다. 강영에서 시작되고, 대진에 의하여 체계화되어, 단옥재 등에 승계된 학문의 계통을 완파(晥派：安徽學派)라 한다.

## 《맹자자의소증》(孟子字義疏證)
상·중·하 3권으로 되어 있다. 대진은 주자가 완성한 이기철학(理氣哲學：道學)이 본질적으로 기보다도 이를 중하게 여기는 이의 철학이며, 사람의 성(性)에 대하여서도 의리(義理)의 성(性)을 말하고 기질(氣質)에 뿌리박은 정(情)이나 욕(欲)을 악(惡)의 근원으로 삼아 부정적으로 생각한 데 대하여 기의 철학을 주장, 기질의 성만을 성으로 생각하고 정이나 욕을 정당한 방향으로 적극적으로 긍정하였다. 그의 기의 철학에 관한 대표적 저작이 이 책이다. 이 책은 주자의 문하, 진순(陳淳：호는 북계(北溪))의 저작인 《성리자의》(性理字義) 또는, 《북계자의》(北溪字義)의 형식을 따라 맹자의 글에 대하여 많은 고전의 용례를 근거로, 그 의미를 탐색하여 송대의 정주학자(程朱學者)의 오류를 명확히 밝히고 있다.
따라서 이 책은 객관적·실증적 방법론에 의거한 정주학(程朱學)의 비판이며 그 위에 구성된 철학 이론이다. 이러한 점은 명대(明代) 심학(心學)의 주관적·직관적 사유와는 전연 대조적인 청조 고증학의 입장을 반영하고 있어, 참으로 고증학의 대가 대진의 저작이라 할 만하다. 이 책은 이와 같이 고증학적 방법론에 의하여 송학(宋學)·정주학파의 이론적 근거를 전복시킴으로써 그들의 학설에 큰 타격을 주었을 뿐 아니라 정통관학(正統官學)인 주자학을 비판하고, 기(氣)의 철학을 확립함으로써 상층의 권력자에게 억압된 하층 사대부나 국민의 입장을 주장하는 역할도 하였다.